# إيميلو ريفيرا
إيميلو ريفيرا (بالإنجليزية: Emilio Rivera)‏ هو ممثل أمريكي، ولد في 24 فبراير 1961 بسان أنطونيو في الولايات المتحدة.

## أعمال

### أفلام
- (1996) رجل السلك[3]
- (2001) تومكاتس[4]
- (2002) اعترافات عقلية خطيرة[5]
- (2002) جرائم عليا[6]
- (2003) بروس الخارق[7]
- (2004) جانبية[8][9]
- (2005) المرح مع ديك وجين[10]
- (2006) أوقات قاسية
- (2012) عملية إنقاذ[11]
- (2015) العميل 47[12]

### مسلسلات
- ابناء الفوضى
- اسمي إيرل
- جاغ
- التحقيق في موقع الجريمة
- ويدز

## وصلات خارجية
- إيميلو ريفيرا على موقع IMDb (الإنجليزية)
- إيميلو ريفيرا على موقع روتن توميتوز (الإنجليزية)
- إيميلو ريفيرا على موقع ألو سيني (الفرنسية)
- إيميلو ريفيرا على موقع أول موفي (الإنجليزية)
- إيميلو ريفيرا على موقع قاعدة بيانات الأفلام السويدية (السويدية)
- إيميلو ريفيرا على موقع قاعدة بيانات الفيلم (الإنجليزية)
- إيميلو ريفيرا على موقع كينوبويسك (الروسية)